# Pagoda Songyue

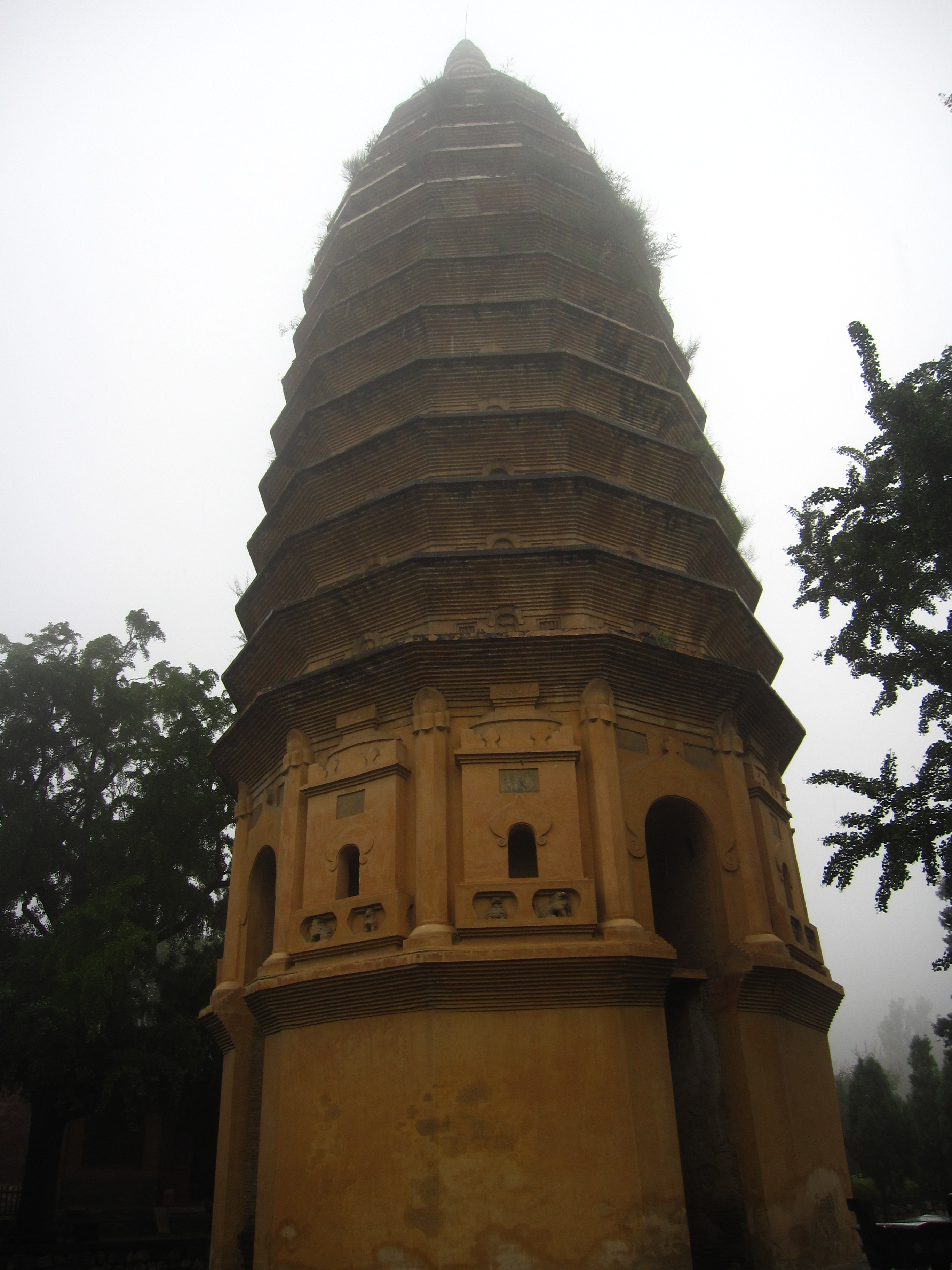
Pagoda Songyue

Pagoda Songyue (chiń. 嵩岳寺塔; pinyin Sōngyuè sì tǎ) – zabytkowa pagoda znajdująca się w pobliżu miasta Dengfeng w chińskiej prowincji Henan, na południowym stoku góry Song Shan (jednej z pięciu świętych gór chińskich). Jest najstarszą zachowaną pagodą w Państwie Środka.
Wybudowana w 520 roku, za panowania północnej dynastii Wei, jako część nieistniejącego już kompleksu świątyni Songyue. Mierząca 39,8 m wysokości budowla wzniesiona została w całości z cegły i składa się z 15 pięter. Zbudowana jest na planie dwunastoboku, co czyni ją unikatową w skali całego kraju – chińskie pagody są zazwyczaj ośmioboczne.
Reprezentacyjne pierwsze piętro ma 10,6 m średnicy, a jego ściany mają grubość 2,5 m. Podzielone jest na dwa poziomy. Posiada cztery wejścia, po jednym od wschodniej, północnej, zachodniej i południowej strony. Pozostałe osiem boków ozdobiono z zewnątrz w górnej części niszami, w których umieszczone są figurki lwów i dzbanków herbacianych. Wnętrze pierwszego piętra ozdobione jest freskami.
Wyższe piętra pagody, ozdobione na każdym z boków drzwiami i parą okien, mają jedynie charakter zdobniczy – są zbyt małe, by mógł się w nich zmieścić człowiek. Wieńcząca budowlę iglica ma 3,5 m wysokości.